# António de Sousa (economista)
António José Fernandes de Sousa (Lisboa, São Jorge de Arroios, 18 de fevereiro de 1955) é um economista português.

## Biografia
Licenciado em Administração e Gestão de Empresas pela Faculdade de Ciências Económicas e Empresariais (hoje Católica Lisbon School of Business & Economics) da Universidade Católica Portuguesa em 1977, em 1983 fez o doutoramento em Gestão de Empresas pela Wharton School, da Universidade da Pensilvânia, nos Estados Unidos.
Foi professor na Universidade Católica Portuguesa de 1975 a 1991, tendo sido diretor do Departamento de Gestão da Faculdade de Ciências Humanas e membro do seu Conselho Superior de 1986 a 1992. Entre 1986 e 1987 foi Administrador do IPE (Investimentos e Participações do Estado). De 1987 a 1989 foi Secretário de Estado da Indústria, e de 1989 a 1991 Administrador do Banco Totta & Açores. Foi Secretário de Estado-Adjunto e do Comércio Externo, entre 1991 e 1993, e Secretário de Estado-Adjunto e das Finanças, de 1993 a 1994. De março de 2000 a setembro de 2004 foi presidente do Conselho de Administração da Caixa Geral de Depósitos.
Enquanto 14.º governador do Banco de Portugal, entre Junho de 1994 e Fevereiro de 2000, preparou a adesão ao euro e controlou a inflação. É membro do Conselho Consultivo do Banco de Portugal.